# Kompleks immunologiczny

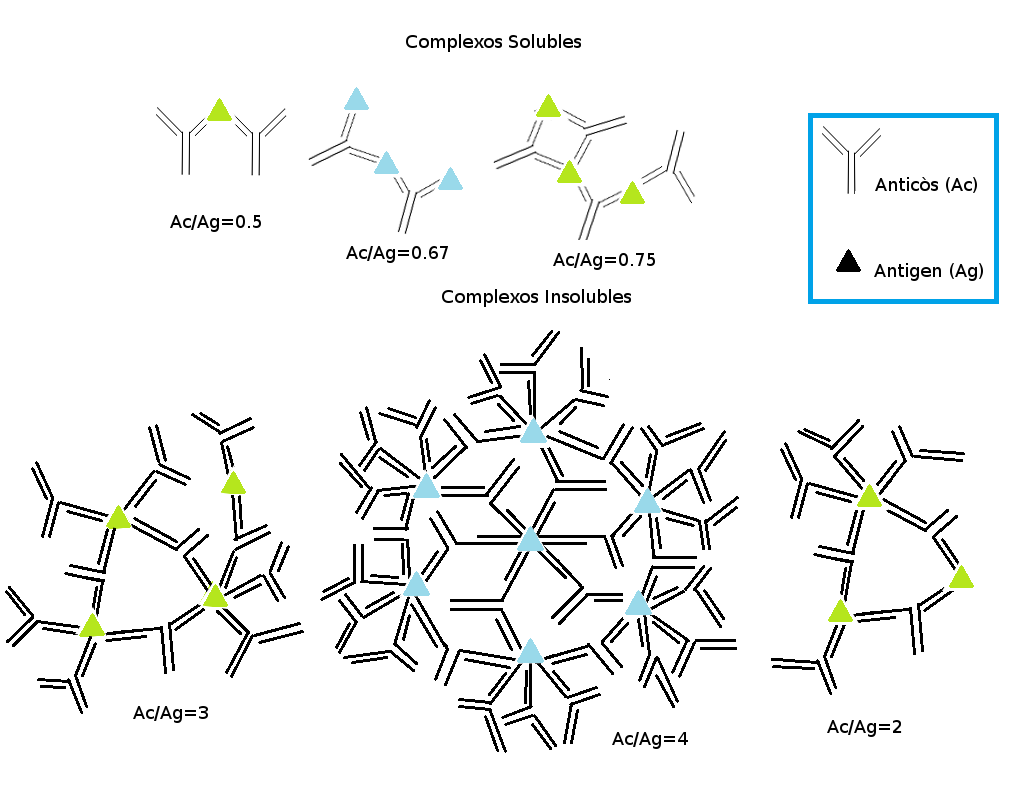
Schemat proporcji antygen-przeciwciało w kompleksach

Kompleks immunologiczny, kompleks antygen-przeciwciało (łac. complexio – połączenie, wyrównanie) – kompleks powstały przez związanie antygenu przez swoiste dla niego przeciwciało. Kompleksy takie mogą dodatkowo aktywować i wiązać składniki dopełniacza, a także podlegać opsonizacji, fagocytozie i rozkładowi przez proteazy.
Kompleksy immunologiczne mogą wpływać na pobudzanie lub hamowanie swoistej reakcji immunologicznej. Ich wpływ zależy od klasy przeciwciał, proporcji zawartości antygenu i przeciwciał oraz obecności dopełniacza.
Kompleksy immunologiczne mogą także uczestniczyć w patogenezie niektórych chorób. Na przykład w przebiegu wirusowego zapalenia wątroby typu B lub C krążące kompleksy antygen-przeciwciało ulegają odkładaniu w kłębuszkach nerkowych, prowadząc do rozwoju kłębuszkowego zapalenia nerek.